# Wieża ciśnień w Łomży

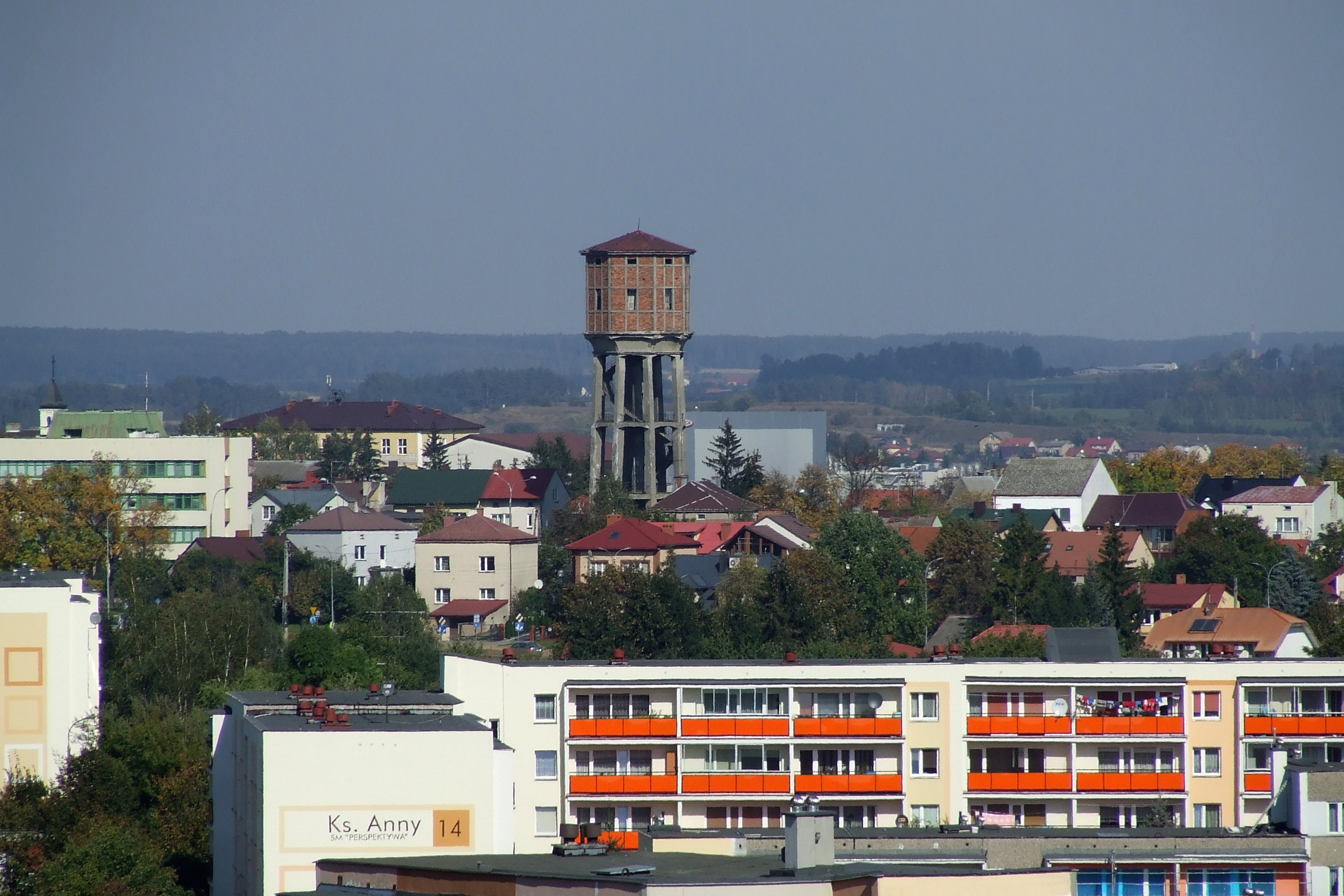
Wieża ciśnień widziana z bloku przy ul. Porucznika Łagody 3

Wieża ciśnień (zbiornik wieżowy) w Łomży – wieża wodna znajdująca się w Łomży przy ul. Sikorskiego, zbudowana w 1954, użytkowana do 1992. Wieża posiada żelbetowy zbiornik o pojemności 300 m³ wsparty na 8 żelbetowych słupach. Wysokość wieży to ok. 35 m.